# Marian Kuprat
Marian Kuprat (* 1990 in Haltern) ist ein deutscher Singer-Songwriter und Multiinstrumentalist mit deutschsprachigen Texten. Bei vielen Konzerten wird er von seiner Youngstown Band begleitet.

## Werdegang
Marian Kuprat begann 1994 mit dem Musikschulunterricht für Keyboard, Klavier und später Gitarre. Er spielte in diversen Rockbands. Seit 2013 tritt er unter seinem eigenen Namen auf.
Gemeinsam mit seiner Youngstown Band wurde ab 2014 in regelmäßigen Abständen in Russland, vornehmlich in Sankt Petersburg und Weliki Nowgorod getourt. 2015 erschien mit Einsame Wölfe das erste, in kompletter Eigenregie produzierte Album. 2016 folgte dann eine Tour durch Nordrhein-Westfalen und ein weiteres Gastspiel in Russland.
2017 wurde ein Plattenvertrag mit der 7us Media Group geschlossen. Über das Label D7 wurde 2017 das zweite Werk Ochsentour veröffentlicht. Der Titelsong schaffte es in die Top 50 der iTunes-Charts. Der gesellschaftskritische Song Keiner für Alle schaffte es in die Kritiker-Hitparade Liederbestenliste.
Die gleichnamige Deutschlandtour führte Marian Kuprat und seine Band in verschiedene Städte sowie auf das Bochum Total Festival.
Bei einem dieser Konzerte traf er Anfang 2018 auf den ebenfalls im Ruhrgebiet ansässigen Sebel, in dessen Tonstudio wenig später neue Lieder produziert wurden. Das Lied Heldentaten wurde als erste Single aus dieser Zusammenarbeit im September 2019 ohne Label und nur digital veröffentlicht. Im Januar 2020 folgte Diese Nächte auf demselben Vertriebsweg.
Mit Die Welle bricht erschien im Dezember 2020 die erste Vorabveröffentlichung zum dritten Album Die letzte Bar der Stadt. Zu Beginn der Coronakrise im März 2020 hatte Marian Kuprat neue Lieder komponiert und selbst als Demos aufgenommen. Aus diesen Sessions ging eine Unplugged-Veröffentlichung des Titelliedes hervor. Im Sommer 2020 wurden die neuen Lieder dann in Sebels Tonstudio mehrere Wochen lang unter Beteiligung verschiedener Musiker aus Nordrhein-Westfalen aufgenommen. Im Rahmen einer Abstimmung des Radiosenders WDR 2 brachte das Lied Die Welle bricht Marian Kuprat im Februar 2021 den Titel bester Musiker im Westen ein. Im Juni folgte schließlich die Veröffentlichung des Albums in digitaler und physischer Form.

## Diskografie
Alben
- 2015: Einsame Wölfe (Stereoflex)
- 2017: Ochsentour (D7)
- 2021: Die letzte Bar der Stadt (RecordJet)
- 2023: Corleone (TuneCore)

Singles
- 2015: Lach doch mal
- 2015: Einsame Wölfe
- 2017: Ochsentour (D7)
- 2018: Alles oder nichts (D7)
- 2019: Papa (D7)
- 2019: Heldentaten (iGroove)
- 2020: Diese Nächte (iGroove)
- 2020: Die letzte Bar der Stadt (unplugged) (iGroove)
- 2020: Die Welle bricht (TuneCore)
- 2021: Das ist alles  (RecordJet)
- 2021: Übermorgen  (RecordJet)
- 2021: Im Nebel  (RecordJet)
- 2021: Nicht immer nur (Remix)  (RecordJet)
- 2023: Besser Is Nich  (TuneCore)
- 2023: Kein Zurück  (TuneCore)

## Auszeichnungen
- Aufnahme des Songs Keiner für Alle in die Liederbestenliste im November 2017

- Bester Musiker im Westen mit dem Lied Die Welle bricht bei WDR 2 im Februar 2021

- Aufnahme des Songs Sorry Dafür in die Top 20 der Liederbestenliste im April 2023

- Aufnahme der Songs Sorry Dafür und Besser is nich in die Top 20 der Liederbestenliste im Mai 2023